# ディスカバリー (客船)
ディスカバリー（Discovery）は、ボイジャー・オブ・ディスカバリーが所有するクルーズ客船である。
客室は全部で359室あり、そのうちの283室が海側に面している。
スカイデッキ、サンデッキ、ブリッジデッキ、プロムナードデッキ、リビエラデッキ、パシフィックデッキ、バリデッキ、コーラルデッキを有する。

## 船名
- 1972年　　　　 ：アイランド・ベンチャー（フラグシップ・クルーズ）
- 1972年 - 1999年：アイランド・プリンセス（プリンセス・クルーズ）
- 1999年 - 2001年：ヒュンダイ・プンガク（ヒュンダイ・マーチャント・マリン）
- 2001年 - 2002年：プラチナム（フィドゥシア・シッピング）
- 2002年 - 　　　 ：ディスカバリー（ボイジャー・オブ・ディスカバリー）